# زیر دهانش
زیر دهانش (به انگلیسی: Below Her Mouth) فیلمی کانادایی در ژانر درام رمانتیک اروتیک و محصول سال ۲۰۱۶ به کارگردانی ایپریل مولن و نویسندگی استفانی فابریزی است. در این فیلم ناتالی کریل در نقش جزمین و اریکا لیندر در نقش دالاس بازی می‌کنند، دو زن در تورنتو که با هم آشنا می‌شوند و یک رابطه عاشقانه پرشور را آغاز می‌کنند. تامی-امبر پیری، مایکو نگوین، الیز بائومن، ملانی لیشمن و سباستین پیگوت از بازیگران آن نیز می‌باشند.

## داستان
هنگامی که با دوست دخترش جزمین رابطه جنسی برقرار می‌کند، یک بام بام به نام دالاس خود را از نظر جنسی ناامید می‌بیند که نمی‌تواند به‌طور کامل ارگاسم داشته باشد در حالی که جوسلین یک ارگاسم عظیم دارد. علیرغم درخواست‌های جزمین، دالاس از او جدا می‌شود. در همین حال، جزمین، طراح مد موفق، با خوشحالی با مردی به نام رایل نامزد می‌کند. هنگام رفتن به یک سفر کاری او را پشت سر می‌گذارد. بعداً در همان شب، جزمین، با وجود اینکه ادعا می‌کند مستقیم است، با دوستش کلر به یک بار لزبین می‌رود تا زن بال او باشد. در حالی که در حمام بار است، جزمین با دالاس ملاقات می‌کند که متوجه می‌شود بلافاصله جذب جزمین می‌شود.
دالاس به زودی به جزمین برخورد می‌کند، علی‌رغم اینکه جزمین به او می‌گوید نامزد کرده است و سعی می‌کند خود را برای یافتن کلر بهانه کند، اما متوجه می‌شود که دوستش از قبل با زن دیگری در حال رقصیدن و جدال است. جزمین می‌رود تا دالاس دنبالش بیاید و با او کنار بیاید. در حالی که جزمین در ابتدا مقاومت می‌کند، به زودی مورد توافق قرار می‌گیرد، و او دالاس را می‌بوسد قبل از اینکه در نهایت متوقف شود و کلر را مجبور به ترک با او کند. کلر به جزمین می‌گوید که نگران این بوسه نباشد. صبح روز بعد پس از اینکه دالاس به سر کار می‌رود، نشان داده می‌شود که او در حال حاضر روی سقف خانه کنار خانه جزمین کار می‌کند. جزمین به زودی جذب دالاس می‌شود. او پس از دیدن او از پنجره شروع به خودارضایی در دالاس در وان حمام خود می‌کند.
اگرچه جزمین در حین رفتن به محل کار خود دالاس را یک بار دیگر طرد می‌کند، اما دیدن یک مدل زن برهنه برای او به زودی هوس جزمین را بیدار می‌کند که باعث می‌شود در نهایت شکست را پذیرفته و موافقت کند که یک قرار با دالاس داشته باشد. در یک بار، دالاس سعی می‌کند با جزمین صمیمی شود، که علی‌رغم تمام تلاش‌هایش برای مقاومت، به زودی با دالاس در یک کوچه قرار می‌گیرد اما بعد از دیدن یک زباله‌گرد در نزدیکی آن‌ها از دالاس می‌خواهد که او را به جای دیگری ببرد. دالاس جزمین را به آپارتمانش برمی‌گرداند، جایی که آن دو درگیر رابطه جنسی پرشور می‌شوند، پس از آن جزمین بعد از اینکه متوجه می‌شود به نامزدش خیانت کرده است شروع به گریه می‌کند، اما به زودی توسط دالاس آرام می‌گیرد. پس از بیدار شدن در صبح، جزمین با رایل تماس می‌گیرد و در حالی که در ابتدا احساس گناه می‌کند، تصمیم می‌گیرد به او نگوید چه اتفاقی افتاده است. پس از قطع کردن تلفن، دالاس و جزمین شروع به آشنایی بیشتر با هم می‌کنند و دالاس به او می‌گوید که چگونه یک پشت بام شده است و جزمین فاش می‌کند که زمانی در جوانی نسبت به دختر دیگری احساس می‌کرد، اما پس از اینکه مادرش پیدا کرد تصمیم گرفت این کار را دنبال نکند. بیرون در حالی که جزمین روزی را با هم می‌گذراند، نشان می‌دهد که چگونه یک بار فرصت شگفت‌انگیزی در حرفه خود داشته است، اما آن را رد کرده است، زیرا او باید حرکت کند. او آن را فدای رایل کرده بود که او نیز شانس مشابهی را با کار خود به دست آورد، که دالاس به او می‌گوید که اگر آن‌ها در یک رابطه بودند با جزمین نقل مکان می‌کرد.
صبح روز بعد، این دو زن دوباره رابطه جنسی پرشور و فوری دارند، زیرا رایل فردای آن روز باز خواهد گشت. در حالی که جزمین را به خانه می‌اندازد، دالاس برای آخرین بار تلاش می‌کند تا رابطه جنسی داشته باشد، زیرا جزمین به او می‌گوید که بعد از آن شب نمی‌توانند یکدیگر را ببینند. بهترین تلاش جزمین برای مقاومت در برابر این شکست، و او تسلیم می‌شود. در همین حال، رایل با جزمین تماس می‌گیرد تا به او اطلاع دهد که پس از یک طوفان باران که باعث شد سفر او زودتر لغو شود، به خانه می‌آید، اما او آنقدر درگیر رابطه جنسی با دالاس است که متوجه پیام او نمی‌شود. جزمین و دالاس عشق ورزی خود را به حمام منتقل می‌کنند و پس از مدتی رایل به سمت آن‌ها می‌رود. رایل ترک می‌کند، در حالی که جزمین به دنبال او می‌رود در حالی که دالاس به خانه بازمی‌گردد. رایل قبول می‌کند که اگر جزمین را برای همیشه از دالاس جدا کند، ببخشد، که او پس از خداحافظی دلخراش و آخرین بوسه انجام می‌دهد. در روزهای بعد، نشان داده می‌شود که این دو زن بدون یکدیگر بدبخت هستند زیرا دالاس یک بار دیگر حتی پس از برخورد شهوانی با یک استریپر باز هم از نظر جنسی ناامید شده است و جزمین زمانی که رایل تلاش می‌کند با او رابطه جنسی برقرار کند گریه می‌کند، زیرا می‌داند که هرگز نخواهد داشت. همیشه برای او همان نامزد باشید.
مدتی بعد دالاس و جزمین با هم آشنا می‌شوند و در آنجا آشتی می‌کنند زیرا جزمین فاش می‌کند که همه چیز را در مورد دالاس به دوستانش گفته است.

## قالب
- اریکا لیندر در نقش دالاس
- ناتالی کریل در نقش جزمین
- سباستین پیگوت در نقش رایل
- مایکو نگوین به عنوان جوسلین
- تامی-امبر پیری در نقش کوین
- ملانی لیشمن در نقش کلر
- آندریا استفانسیکوا در نقش ام.جی.
- دانیلا باربوسا در نقش دزیره
- الیز باومن در نقش بریجت
- جوسلین هودون در نقش نیکی
- انیس بادشاو در نقش رقصنده عجیب و غریب

## تولید
این فیلم در سال ۲۰۱۵ در مدت سه هفته و نیم در تورنتو با گروه سازنده تماماً زن فیلمبرداری شد و متعاقباً در جشنواره بین‌المللی فیلم تورنتو در سال ۲۰۱۶ نمایش داده شد، و پس از اکران همزمان در ایالات متحده در آوریل. ۲۸، 2017.

## پذیرش انتقادی
این فیلم به‌طور کلی نقدهای منفی از سوی منتقدان دریافت کرد. در وبگاه جمع‌آوری نقد راتن تومیتوز، ٪۲۱ از ۲۸ بررسی منتقدان مثبت است و میانگینِ امتیاز آن ۴٫۵/۱۰ است. اجماع این وبگاه چنین می‌نویسد: «Below Her Mouth delivers two understated performances of intrigue leading the way for gratuitous erotica with no plot, no character development, unsavory dialogue, and enough nudity to bore.» اجماع این وب‌سایت می‌گوید: «زیر دهانش دو اجرای کم‌توجه از فتنه را ارائه می‌دهد که راه را برای شهوانی بی‌هدف بدون طرح، بدون توسعه شخصیت، دیالوگ‌های ناخوشایند و برهنگی کافی برای خسته‌کردن ارائه می‌کند.» این فیلم در متاکریتیک که از میانگین وزنی استفاده می‌کند، بر اساس نظر ۹ منتقدین امتیاز ۴۲ از ۱۰۰ را کسب کرده که نشان‌گر «نقدهای مختلط یا متوسط» است.
دیگو سمرن از اسلنت مگزین به فیلم ۰٫۵ ستاره از ۴ ستاره داد و نوشت: «فیلم یک فانتزی غیرقابل شک پورنوگرافی است که به سختی سعی می‌کند چیزی غیر از ماده خودارضایی باشد.» او افزود: «بازی‌ها و دیالوگ‌های سفت و سخت زیر دهانش ' نشان می‌دهد که تأثیر اشتباه آبی، گرم‌ترین رنگ است که به زیبایی‌شناسی سکسی جنسی لزبین کاهش می‌یابد، اما کاملاً غافل از آن چیزی است که در واقع بدن‌های فوق‌العاده زیبا، غیرقابل تحمل و صاف و همیشه شاخ‌دار فیلم را متحرک می‌کند. " Guy Lodge of Variety آن را به‌عنوان یک رمان عاشقانه از نظر جنسی صریح، اما از لحاظ روایی ضعیف توصیف کرد که هرگز زیر پوست کاملاً آشکار شخصیت‌های شگفت‌انگیزش نمی‌رود.» فرانک شِک از هالیوود ریپورتر آن را «تلاش غیرقابل انکاری که گرمای زیادی را در صحنه‌های جنسی خود ارائه می‌دهد، در حالی که از نظر دراماتیک به‌طور قابل توجهی کوتاه می‌آید» خواند.
کیتی والش از لس‌آنجلس تایمز گفت: «علی‌رغم فیلم‌سازان زن که در راس آن هستند، فیلم در قلمروی استثمارگر قدم می‌گذارد، با نسبت زمان نمایش فیلم به بدن‌های زن در حال چرخش بسیار بیشتر از تجربه‌های منحصربه‌فرد آن‌ها به‌عنوان همجنس‌گرا یا زنان بسته در جهان.»" جود درای از ایندی وایر نوشت: «دقیقاً زیر دهانش چیست؟ چانه اش؟ بدن او؟ تمام ذهن و روح او؟ این یک عنوان کاملاً مبهم برای یک فیلم بدون جهت است، کرایه آخر شب که به همان اندازه مردان شاخدار به اندازه لزبین‌های نوجوان شاخ دار از آن لذت خواهند برد.»

## رسانه خانگی
این فیلم در تاریخ ۲۹ آوریل ۲۰۱۷ به صورت ویدیوی درخواستی در آمازون ویدئو در دسترس قرار گرفت. به دنبال آن نتفلیکس در ۱ اوت 2017.